# Academia de Ciencias de Bulgaria
La Academia de Ciencias de Bulgaria (en búlgaro: Българска академия на науките, Balgarska akademiya na naukite; abreviado БАН; en inglés: Bulgarian Academy of Sciences, abreviado BAS) es la organización científica nacional de Bulgaria, fundada en 1869. La Academia es autónoma y tiene una Sociedad de Académicos, Miembros Correspondientes y Miembros Extranjeros. Publica y difunde diferentes trabajos científicos, enciclopedias, diccionarios y revistas, y cuenta con su propia editorial.
Stefan Vodenicharov es el presidente de la Academia de Ciencias de Bulgaria desde 2012. El presupuesto de la Academia de Ciencias de Bulgaria en 2009 fue de 84 millones de levas o 42,7 millones de euros. El Instituto de Investigaciones y Tecnologías Espaciales, la agencia espacial búlgara, cuenta con un presupuesto de 1 millón de euros y forma parte del BAS.
La academia fue galardonado con el elogio del Ministro de Relaciones Exteriores de Japón por sus contribuciones a la promoción del entendimiento mutuo entre Bulgaria y Japón el 1 de diciembre de 2020.